# Carlos Alberto Ramos
Carlos Alberto Ramos (Ciudad Autónoma, Buenos Aires, Argentina, 27 de abril de 1981) es un exfutbolista argentino que jugaba de lateral derecho y su último equipo fue el Club Deportivo Morón.

## Trayectoria
Constituye un "producto" de las inferiores de Racing Club de Avellaneda, debutaría en primera el 19 de noviembre de 2000, frente al River de Javier Saviola y Ariel Arnaldo Ortega, promovido por la dupla técnica "Albiceleste", conformada por Oscar López y Oscar Cavallero. Al año siguiente, Carlos Ramos se daría el gusto de integrar el plantel campeón del Apertura 2001, de la mano de Reinaldo Carlos Merlo, sin jugar siquiera un minuto en aquella campaña, aunque quedando para siempre en la historia grande y el recuerdo de los hinchas de la "Academia", al ser partícipe del plantel que cortara una racha "negra" de 35 años sin alegrías en el "Cilindro". Más tarde, con más chances bajo las gestiones de Osvaldo Ardiles, Ángel Cappa y Ubaldo Matildo Fillol, "Lito" sumaría algo más de una decena de cotejos en la primera de Racing. Se dio el lujo de participar, en 2002, de la recordada remontada que terminó con una victoria por 4 a 3, en la Bombonera, con una destacada actuación de Adrián Bastía y Mariano González. 
En 2004 emigra a Corrientes, para jugar en Textil Mandiyú, en el Torneo Argentino "B".
En 2006 bajaría una categoría más, para desempeñarse durante dos años en el actual Torneo del Interior. Primero en el Club Mercedes, de la ciudad homónima del Oeste de la provincia de Buenos Aires.
Más tarde, en 2007, juega en San Lorenzo de Luján.
Ya en 2008 regresaría al ámbito metropolitano, para firmar en San Telmo, por entonces en la primera "B" Metro, donde permanecería hasta el 2011, convirtiendo sus únicos tres goles como profesional con la camiseta del "Candombero". En esas tres temporadas, en la Isla Maciel, "El Negro" Ramos disputaría un total de 80 encuentros, con buenos rendimientos, tanto es así que constituye un jugador muy querido y respetado por la parcialidad de "Telmo".
En 2011 y por el lapso de una temporada recalaría en Tristán Suárez, donde redondearía un total de 30 presencias.
Un año más tarde llegaría a Temperley. El 7 de junio de 2012 conseguiría el ascenso a la "B" Nacional vistiendo la casaca del "Gasolero", tras superar por 5 a 4 en la definición por penales a Platense en el "Alfredo Beranger", tras haber perdido por la mínima en el partido de ida, en el "Ciudad de Vicente López". En su primera temporada en el "Gasolero", en la 2012/2013, Carlos Alberto Ramos jugaría un total de 28 cotejos, con nueve amonestaciones y una expulsión por doble amarilla. En la pasada campaña, correspondiente al torneo de la "B" Metro 2013/2014, "Lito" disputaría 32 partidos.
En 2014 firma para Club Deportivo Morón con el propósito de lograr el ascenso como lo hizo en Temperley. En 2015, un año después, decide poner fin a su carrera de futbolista.

## Clubes
| Club                 | Año            | PJ  | Goles | Asist. |
| -------------------- | -------------- | --- | ----- | ------ |
| Racing Club          | 2000 - 2004    | 13  | 0     | 3      |
| Textil Mandiyú       | 2004 - 2005    | 10  | 0     | 5      |
| Club Mercedes        | 2006           | 11  | 0     | 4      |
| San Lorenzo de Lujan | 2007           | 7   | 0     | 3      |
| San Telmo            | 2008 - 2011    | 80  | 3     | 17     |
| Tristán Suárez       | 2011 - 2012    | 30  | 0     | 7      |
| Temperley            | 2012 - 2014    | 49  | 0     | 15     |
| Morón                | 2014 - 2015    | 14  | 0     | 4      |
| Marcador Total       | Marcador Total | 214 | 3     | 58     |

## Palmarés
| Título            | Club                 | País      | Año  |
| ----------------- | -------------------- | --------- | ---- |
| Torneo Apertura   | Racing de Avellaneda | Argentina | 2001 |
| Primera B 2013/14 | Temperley            | Argentina | 2014 |

## Detalles futbolístico
Carlos Alberto Ramos fue un futbolista, no de destacar pero si de imponer su presencia. A lo largo de su carrera disputó más de 200 partidos. No supo ser de llegada aunque colaboró con sus 58 asistencias a cada club que toco. Sus 3 goles junto a sus 17 asistencias en 80 partidos marcan lo importante que fue en San Telmo. 
Se dio el lujo de formar parte del equipo campeón del 2001 con Racing disputando solamente 13 minutos ante Rosario Central, pero aportando su granito de esfuerzo.
En Temperley es recordado por dejar el alma en el campeonato metropolitano 2013-14, ya que ese equipo marcó la serie de ascenso que tendría el equipo hasta su regreso a la Primera División.